# Zygotritonia
Zygotritonia is een geslacht uit de lissenfamilie (Iridaceae). Het geslacht telt vier soorten die voorkomen in tropisch Afrika

## Soorten
- Zygotritonia bongensis (Pax) Mildbr.
- Zygotritonia hysterantha Goldblatt
- Zygotritonia nyassana Mildbr.
- Zygotritonia praecox Stapf

... · 
Crocus (Krokus) · 
Dietes · 
Freesia · 
Gladiolus (Gladiool) · 
Gelasine ·
Iris (Lis) · 
Sisyrinchium · 
Moraea · 
Romulea · 
Tigridia · 
Witsenia · 
...